# Hagnäs

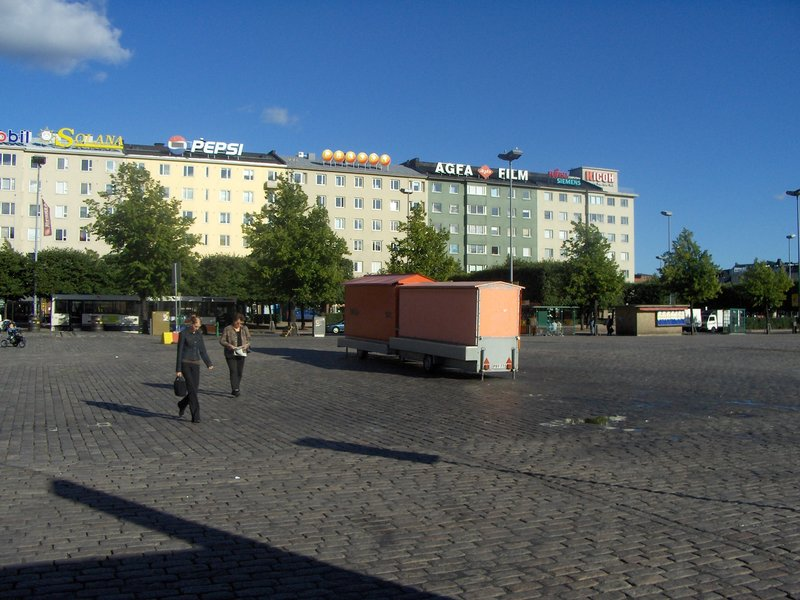
Hagnäs torg.

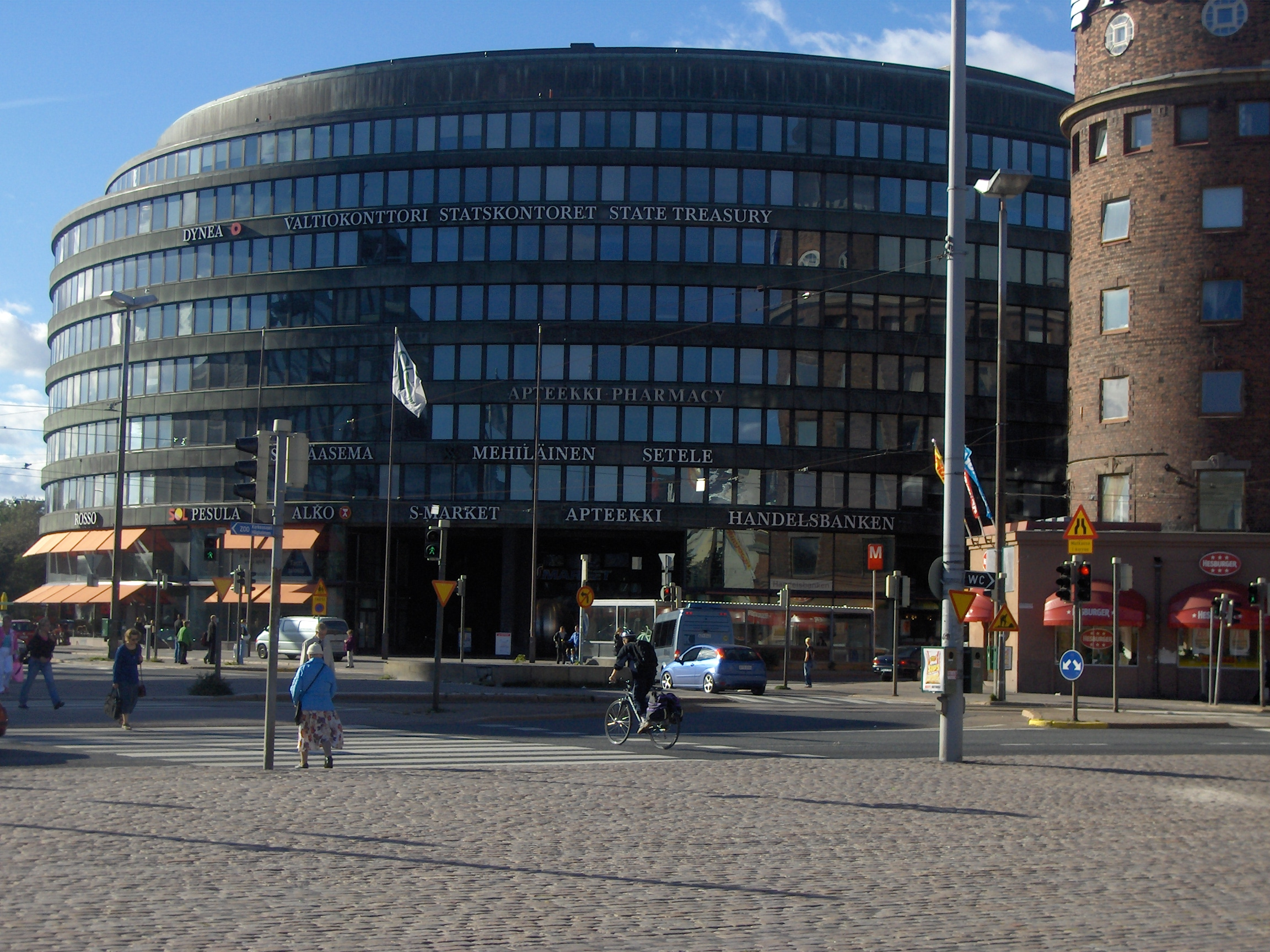
Runda huset, planerat av Kaija och Heikki Sirén, blev klart 1968

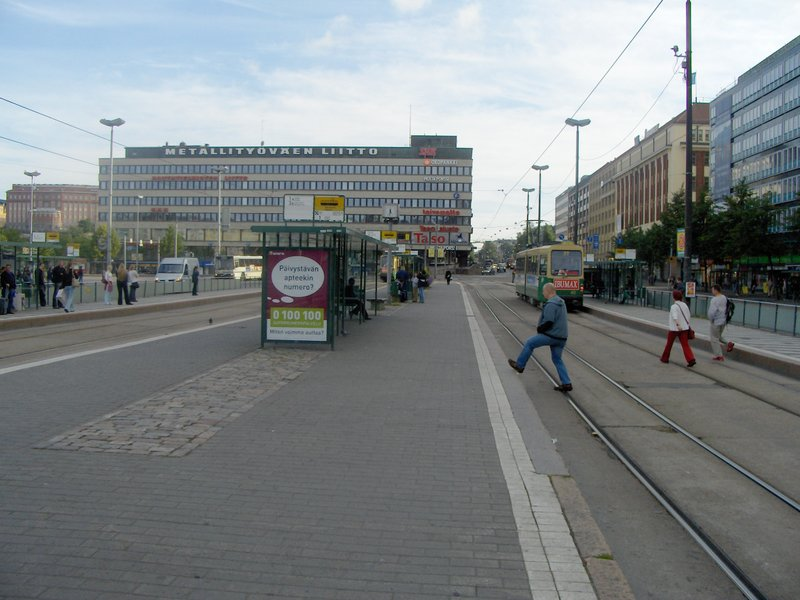
Hagnäs spårvagnshållplatser med Fackförbundens hus i bakgrunden

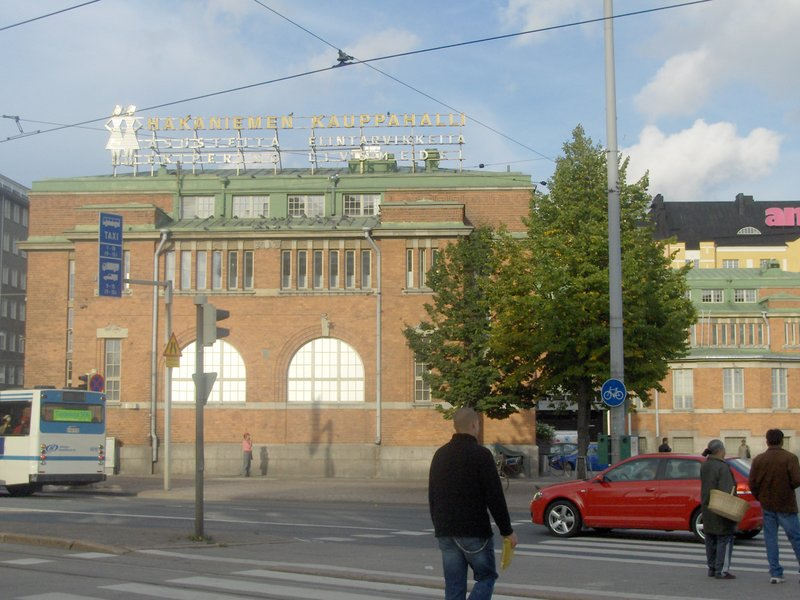
Hagnäs saluhall

Hagnäs (finska: Hakaniemi) är ett till sina gränser odefinierat område norr om Helsingfors centrum. Hagnäs ligger i stadsdelen Broholmen i Berghälls distrikt. Broholmssundet skiljer Hagnäs från Helsingfors kärncentrum.

## Området
Hagnäs ligger mellan Kronohagen och Berghäll och kan avgränsas av Brobergssundet, Broholmsgatan, Tavastvägen och Havshagen. Vissa anser att udden som skjuter ut i Djurgårdsviken är Broholmen, medan andra räknar också detta område som en del av Hagnäs. De två ingångarna till Hagnäs metrostation ligger i varsin stadsdel: Broholmen och Linjerna. Man kan helt enkelt säga att Hagnäs utgör det närmaste området kring Hagnäs torg (fi. Hakaniementori).

## Namnet
Namnet Hagnäs kommer av att det fanns en hage på området på 1700-talet som kallades Generalshagen. Hagnäs var tidigare, före utfyllnad, en udde norr om Broholmen vid Generalshagen och därmed namnet Hag+näs. Det finska namnet var på 1880-talet först Hagnääsi och sedan 1909 Hakaniemi. 

## Historia

### Havsviken fylls igen
År 1651 byggdes de första broarna över Tölöviken från Estnäs (Kronohagen) till Hagnäs. Broarna byggdes för vägen som ledde mot Gammelstaden. Då broarna förnyades år 1832 fick de två holmarna som broarna var byggda mellan namnen Lilla Broholmen och Stora Broholmen. Från Broberget till Stora Broholmen gick Långa bron som ännu i dag existerar och Lilla Bron gick över Lilla Broholmen. 
År 1886 började man fylla igen havsviken norr och öster om Broholmen med muddringsmassor som kom från Sörnäs hamn. För att hindra muddringsmassorna från att rinna ner i havet byggde man en damm av jord, stenar och granstockar. Strax efter att man byggt dammen gav den efter. Eftersom det fanns mycket muddringsmassor att tillgå byggde man en ny damm längre ut i viken. År 1891 fanns Lilla bron ännu kvar men den hade hamnat på torra land. Torgområdet torkade långsamt och man tvingades gå på spångar över området. Först till julhandeln år 1897 kunde man inleda torghandeln på Hagnäs torg.  

### Arbetarbefolkningens hem
Fram till 1800-talet var Hagnäs en lugn hage. Helsingfors stad började reglera byggandet norr om Långa bron från 1820-talet framåt. År 1846 blev den första planen klar som delade in området i villa- och industritomter som staden hyrde ut med långa kontrakt. Odlingsmarkerna längre bort delades ut för åkerbruk. I slutet av århundradet började Helsingfors industrialiseras mycket snabbt och i Sörnäs uppstod många industrier. Samtidigt drev de stigande hyrorna i innerstaden ut arbetarbefolkningen och en arbetarstadsdel uppstod norr om Långa bron. 
Långa bron blev snabbt en symbol för det långa sociala avståndet mellan borgarna i Helsingfors innerstad och arbetarna norr om bron. Hagnäs blev hemvisten för fackföreningsrörelsen och många demonstrationer hölls i det röda Hagnäs. Finska inbördeskriget började då en röd lykta restes i tornet på Arbetarhuset som en signal för att revolutionen hade startat. 

### Sveaborgsrevolten
Sveaborgsrevolten var en revolt bland det ryska manskapet på Sveaborg 30 juli 1906, med åtföljande arbetaroroligheter i Helsingfors. Röda gardet under Johan Kocks ledning utlyste en strejk, för att bistå de upproriska på Sveaborg. Denna strejk varade från 31 juli till 3 augusti, men blev endast lokal och partiell till sin omfattning, bland annat beroende på att den socialdemokratiska partiledningen intog en avvaktande hållning. På strejkens nästsista dag drabbade röda gardet och den borgerliga skyddskåren samman på Hagnäs torg.

### Arbetarrörelsen dalar
Efter andra världskriget dalade arbetarrörelsens kraft, trots att SDP satt med i en borgerlig regering, vilket symboliskt sågs som att Långa bron hade överskridits. Trähusen ersattes av tegel- och betongbyggnader och allt flera företag och statens administration flyttade till Hagnäs, vilket ledde till att invånarantalet på 40 000 minskade. 
För att minska på invånarbortfallet byggdes Havshagen på 1970-talet. Invånarantalet fortsatte dock att minska och i hela Berghäll bodde bara 20 000 invånare i början av 1980-talet. Inte heller öppnandet av Helsingfors metro år 1982 hjälpte situationen. 

### De nya arbetarna
Befolkningen i Hagnäs började växa igen på 1990-talet då bland annat flyktingar från Vietnam och Somalia flyttade in i lägenheter som den finländska medelklassen hade övergivit. Speciellt kring Tavastvägen blomstrar nu etnobutikerna. Också många studerande har flyttat in i de små före detta arbetarlägenheterna eftersom hyrorna är överkomliga. 